# نيو سوبر ماريو برذرز وي
الأخوان سوبر ماريو الجديد على الوي (بالإنجليزية: New Super Mario Bros. Wii)‏ (باليابانية: New スーパーマリオブラザーズ Wii، بالروماجي: نييو سّوپّا ماريوه پورازَّزو ويه) هي لعبة فيديو منصات ثنائية الأبعاد بتمرير جانبي من تطوير ونشر شركة نينتندو على نظام الوي. تعد اللعبة تابعة للعبة نيو سوبر ماريو برذرز على منصة نينتندو دي أس التي أُصدرت عام 2006، وقد أُصدرت في 12 نوفمبر 2009 في أستراليا، وفي 15 نوفمبر 2009 في أمريكا الشمالية وفي 20 نوفمبر 2009 في أوروبا وفي 3 ديسمبر 2009 في اليابان. كأي لعبة تمرير جانبي من سلسلة سوبر ماريو، يتحكم اللاعب بشخصية ماريو ويقوده في أسفاره عبر العوالم الثماني ليقاتل أتباع باوزر لإنقاذ الأميرة بيتش. يمكن لأربع أشخاص على الأكثر اللعب في النمطين الجماعيين التعاوني والتنافسي، ويتحكمون في ماريو ولويجي وأي من شخصيتي تود الملونتين. قدمت اللعبة أيضًا لأول مرة في السلسلة «الدليل الخارق»، والذي يسمح للاعب لمشاهدة شخصية يتحكم بها الحاسوب وهي تنهي مستوى.
رغب شيغيرو مياموتو في صنع لعبة سوبر ماريو بنظام لعب متعدد ومتعاون منذ تأليف السلسلة. بعد محاولات فاشلة لدمجها في سوبر ماريو 64 بسبب قيود المعدات، أصبح قادرًا على استكشاف المبدأ كاملاً بمجيء منصة وي وقدراتها المتطورة. وبعد أن طور نيو سوبر ماريو برذرز شعر أنها لم تكن بالتحدي الذي أمل به، لذا صمم مياموتو نيو سوبر ماريو برذرز وي بنية إيصالها للاعبين من كل المستويات. أُضيفت ميزات كالدليل الخارق والقدرة على دخول فقاعة عائمة بالأمر المباشر والانسحاب من فعل جزء معين من مستوى لكي تجذب المبتدئين، في حين أن تفاصيل أخرى، كالجائزة التي تمنح لعدم إظهار الدليل الخارق في أي مستوى، قد أُضيفت لتوفير طبقة من الصعوبة. لحن شيهو فوجي وريو ناغاماتسو موسيقى اللعبة التصويرية، في حين أن ملحن السلسلة المعتاد كوجي كوندو قد عمل مستشارًا للصوتيات.
أُعلنت اللعبة بعد انخفاض طفيف في الأرباح، إذ كانت نينتندو تأمل أن إصدارها سيساعد في تجدد مبيعات الوي. حققت اللعبة نجاحًا تجاريًا وعلى مستوى النقاد كذلك، إذ تلقت الثناء على جانب اللعب الجماعي، بالرغم من أن بعض النقاد كانوا خائبي الأمل بسبب نقص الابتكار مقارنةً بسابقاتها من ألعاب سوبر ماريو. تلقت اللعبة عدة جوائز، من ضمنها جائزة أفضل لعبة على الوي من حفل جوائز سبايك لألعاب الفيديو 2009 وآي جي إن وغيم تريلرز، وحصدت المركز الرابع من أكثر ألعاب الوي مبيعًا بتاريخ مارس 2021، إذ بِيع منها 30.32 مليون نسخة حول العالم. تبعتها نيو سوبر ماريو برذرز 2 لمنصة نينتندو 3دي أس في يوليو 2012 ونيو سوبر ماريو برذرز يو لمنصة وي يو في نوفمبر 2012، واِستُحدِثت بدقة عالية لمنصة إنفيديا شيلد تي في في الصين في 2017.

## نظام اللعب
نيو سوبر ماريو برذرز وي هي لعبة منصات بتمرير جانبي 2.5 دي؛ بالرغم من أنها تُلعب برسومات ثنائية الأبعاد، إلا أن معظم الشخصيات والأشياء داخل اللعبة هي مضلعات ثلاثية الأبعاد على خلفيات ثنائية الأبعاد. في نمط اللعب الفردي، يتحكم اللاعب بماريو ويجب أن يتم عدة مستويات، والتي تعج بالبنود المفيدة والعوائق المضرة. يجب على اللاعب أن يناور به ليصل إلى سارية علم عالية بنهاية كل مرحلة للتقدم. يمكن لعب اللعبة باستخدام وي ريموت وحمله أفقيًا أو رأسيًا بإيصال النونشوك. يمكن لماريو الركض والوثب وأداء حركات إضافية عائدة من لعبة نيو سوبر ماريو برذرز كركل الحوائط ودق الأرضيات ومضاعفة الوثبات لضعف أو لثلاثة أمثال. تستفيد اللعبة من ميزات جهاز تحكم الحركة الخاص بوي؛ إذ يمكن للاعب هز جهاز التحكم لكي يؤدي حركات عدة مختلفة، كالوثب الدوار القصير والذي يقتل الأعداء والدوران في الهواء والذي يحافظ على موضع اللاعب في الهواء لبرهة والقدرة على التقاط أشياء معينة وحملها وإلقائها. هناك فائدة أخرى للدوران في الهواء وهي القدرة على تسلق الحوائط من حائط منفرد طالما كان اللاعب متزودًا بالفطر المصغر أو بزهرة الجليد. ولا بد أن يقفز ماريو على الحائط قبل الدوران في الهواء عائدًا للحائط حتى يكرر هذه الحركة. يمكن التلاعب بمناطق معينة بداخل المستويات - كالمنصات المحددة - بالوقوف عليها وإمالة جهاز التحكم. تقع بعض المستويات تحت الماء، إذ يجب على اللاعب أن يسبح ليجتاز المستوى.
بالإضافة إلى العملات الذهبية - التي يجمعها اللاعب لكسب حيوات إضافية - تحتوي المستويات على مزودات الطاقة محفوظة في كتل عائمة والتي تساند ماريو في مهمته. على سبيل المثال، يجعل الفطر الخارق ماريو يزداد حجمًا ويمنحه الحق بامتصاص ضربة إضافية؛ وتجعل زهرة النار من ماريو يضرب أعدائه بكرات النار؛ وتمنح النجمة الخارقة اللاعب حصنًا مؤقتًا (لا يتأثر بأي شيء) وتزيد من سرعته وتضيء له المستويات الظلماء. يمنح الفطر المصغر - والذي يظهر في نيو سوبر ماريو برذرز - ماريو القدرة على الانكماش والوثب عاليًا والركض على الماء والمرور من مساحات صغيرة، وإن يكن فإنه معرض لخطر الأعداء والعوائق الأخرى. تتضمن مزدوات الطاقة الجديدة البذلة الدافعة، والتي تمنح ماريو القدرة على الطيران لبرهة بهز جهاز تحكم الوي؛ وزهرة الثلج، والتي تمنح ماريو القدرة على قذف كرات الثلج التي تجمد الأعداء في كتل جليد ضخمة يمكن رفعها وإلقائها؛ وبذلة البطريق، والتي تمنح ماريو القدرة على قذف كرات الثلج، ولكن بالإضافة إلى ذلك تسمح للاعب بالانزلاق على الأرض والماء، بالإضافة إلى منحه سيطرة أكثر إحكامًا على الجليد وفي الماء. تظهر شخصية يوشي في مستويات معينة وهي قادرة على أكل الأعداء والأشياء وابتلاعهم وبصقهم، والرفرفة لبرهة من الوقت.
تتكون اللعبة من ثمان عوالم، بوجود عالم تاسع سري يظهر عند ختام اللعبة. يوجد 77 مستوى (دون منازل العلاجيم ومدافع الاعوجاج) في اللعبة، و8 متسويات في العالم التاسع، وهي في البدء غير متاحة. يمكن إتاحة هذه المستويات بجمع العملات النجمية الثلاث المخفية في ثمانية مستويات كل مستوى موجود بعالم من العوالم الثمان. ويمكن الوصول إلى المستويات عبر خريطة ثلاثية الأبعاد؛ إذ أن ختم مرحلة يتيح ما تليها، وببعض المسارات المتشعبة أحيانًا بعد ختم مرحلة ما. بعض المراحل لها هدف سري إضافي، وهو أنه عند الوصول إليها، ينفتح مسار بديل للاعب، كالمدفع يقود إلى عالم لاحق. يحتوي كل عالم على مستويين للوحش - حصن في منتصف الطريق وقلعة في نهاية العالم - حيث يحارب اللاعب أحد مخلوقات الكوبالينغ السبعة. العالم الرابع والسادس بهما أيضًا مستويات وحش من نوع ثالث وهو المنطاد، حيث يجب على اللاعب قتال باوزر جونيور للتقدم نحو العالم التالي. بالإضافة إلى المستويات، توجد «منازل العلاجيم» متناثرة بكل الخريطة يمكن للاعب أن يلعب بها لعبة مصغرة لكسب حيوات (محاولات) إضافية أو بنود يمكن التسلح بها من شاشة الخريطة. أحيانًا ما تعرض شاشات الخريطة الأعداء يجولون في مناطق محددة، وهؤلاء الأعداء حين تلقاهم تشرع اللعبة في نمط قتال «وحش مصغر» والذي يكافئ اللاعب بثلاث نباتات فطر. في نقاط معينة، سيظهر علجوم محتجز في إحدى المستويات المختومة، ويمكن للاعب أن يختار إنقاذه من كتلة وحمله لبر الأمان في آخر المرحلة ليتمكن من إتاحة منزل علجوم إضافي. يحتوي كل مسار على ثلاث عملات نجمية مخفية في مناطق صعبة الوصول. يمكن إنفاق هذه العملات على مقاطع ذات تلميحات تبين النصائح والحيل للعبة، وتتضمن أماكن الأسرار والطرق لإيجاد عملات نجمية أكثر وجني الحيوات.
يبدأ اللاعب اللعبة بخمس محاولات (حيوات)، ولكن يمكن جمع المزيد من خلال العملات وجمع نباتات الفطر وتنفيذ مجموعات الحركات ولعب الألعاب المصغرة. فقدان محاولة سيتسبب في عودة اللاعب إلى الخريطة، وفقدان كل المحاولات سيتسبب في خسارة اللعبة، مما سيجبر اللاعب على العودة لآخر نقطة حفظ له. تحتوي جل المستويات على علم بمنتصف الطريق يعيد اللاعب إلى نقطة العلم حين يعود إلى المستوى.
تميزت اللعبة «بالدليل الخارق»، وهو مصطلح يهدف لمساعدة اللاعبين الذين يواجهون صعوبة في إتمام مستوى ما، وهي أول لعبة من نينتندو تدرج هذا المصطلح. أثناء نمط اللعب الفردي، إن مات اللاعب ثمان مرات تِباعًا في أي مستوى، سيظهر مربع علامة تعجب "!" أخضر، والذي يمكن الضغط عليه ليعرض للاعب شخصية لويجي يتحكم بها الحاسوب وهي تشق طريقها آمنة خلال المستوى دون أن تبرز أي مكان لعملة نجمية أو سر. ويمكن للاعب مقاطعة الدليل بأي وقت للهيمنة على لويجي ابتداءً بتلك النقطة. بعدما ينهي لويجي مساره، يبرز اللاعب خيار إعادة المستوى مرةً أخرى، أو أن يتخطاه كليةً.

### اللعب الجماعي
نيو سوبر ماريو برذرز وي هي أول لعبة من سلسلة سوبر ماريو تختص بخاصية اللعب الجماعي التعاوني. يمكن لأربعة لاعبين بحد أقصى اللعب اللعب بشخصية ماريو أو أخيه لويجي أو إحدى شخصيتي تود الملونتين، ويتجازون المستوى معًا. تُختم المراحل بمجرد أن يلمس اللاعب سارية العلم؛ ويحظى اللاعبون الآخرون بوقت محدود للإمساك بها قبل أن تتوقف اللعبة عن قبول أي دخل آخر من اللاعبين للتركيز على مشهد «نهاية المسار».
يستطيع اللاعبون التفاعل مع بعضهم البعض بطرق عدة، والتي يمكن استخدامها إما للعون أو التنافس؛ فعلى سبيل المثال، يستطيع اللاعبون الوثب على رؤوس بعضهم البعض حتى يصلوا إلى أماكن عالية. يمكنهم أيضًا التقاط بعضهم البعض ورمي بعضهم البعض، وكذلك أكل بعضهم البعض وبصق بعضهم البعض أثناء ركوبهم ليوشي. وإن تباعدت مسافاتهم، فإن كاميرا اللعبة ستعوض ذلك بالتوفيق لإظهارهم جميعًا حالاً. فإن لم يلحق اللاعبون ببعضهم البعض، فإنهم يُجرَّون بحافة الشاشة حتى يمضوا قدمًا أو يفقدوا محاولةً وهم يتخطون عائقًا. إذا دخل أحد اللاعبين منطقة مختلفة من المستوى، كالمناطق المنعزلة عبر أنبوب اعوجاج أو باب، دون اللاعبين الآخرين، فإنهم سيظهرون في نفس المكان بعد برهة من الوقت.
يتصفح اللاعب الأول خريطة العالم ويختار المراحل. يعود اللاعبون إلى شاشة الخريطة إن ماتوا جميعًا ولم يعد أحدهم للحياة في تلك المرحلة. إن فقد اللاعبون كل محاولاتهم وخسروا اللعبة، يجب أن يعيدوا الكرة من آخر نقطة حفظ لهم. إن مات لاعب، فإنه يعاود الظهور في المستوى مغلف بفقاعة. ويمكنه استئناف اللاعب حين يفرقع لاعب آخر الفقاعة. يمكن لأي لاعب فرقعة الفقاعة عن طريق لمسها، أو ضربها بكرة نارية أو ثلجية أو مقذوف (صدفة أو كتلة جليدية .. إلخ) أو لسان يوشي. يستطيع اللاعبون أيضًا تغليف أنفسهم بالفقاعات طوعًا أثناء اجتياز لاعب أكثرة مهارة لقسم صعب من المرحلة. إن حُبست كل الشخصيات في جلسة تعاونية بداخل فقاعة في آن واحد (إما بالموت أو طوعًا)، فإنهم سيخسرون المستوى ولا مفر من أن يعيدوه.
بالإضافة إلى نمط القصة الأساسية - والتي يمكن لعبها بالنمط الفردي أو الجماعي - يوجد نمطان مخصصان للعب الجماعي؛ «نمط المشاجرة العامة»، والذي ينهي فيه اللاعبون المسارات معًا ويتنافسون فيمن يحصد أعلى النقاط، و«معركة العملات»، والتي يتنافسون فيها فيمن يجمع عملات أكثر.

## الحبكة
عندما كان يحتفل ماريو ولويجي وتود الأصفر وتود الأزرق بذكرى ميلاد الأميرة بيتش في قلعتها، ظهرت كعكة ضخمة. خرج باوزر جونيور من الكعكة وكذلك مخلوقات كوبالنغ وحبسوا بيتش بداخلها. بعدئذٍ، وُضعت الكعكة في منطاد باوزر وأقلع، وطارده ماريو ولويجي وشخصيتا تود. سمحت شخصيات تود في القلعة لهم بالحصول على العناصر الجديدة وفطريات المروحة وبزات البطريق.

## التطوير
صُنعت اللعبة بهدف إعادة صنع تجربة نظام لعب سلسلة سوبر ماريو الفردي للاعبين عدة. كان شيغيرو مياموتو - رئيس قسم تطوير الألعاب في نينتندو - مهتمًا بصنع لعبة سوبر ماريو بميزات لعب جماعي ببدايات السلسلة بلعبة ماريو برذرز لصندوق الألعاب بعام 1983. أخفقت محاولات دمج اللعب التعاوني بلعبة سوبر ماريو 64 - أول لعبة ثلاثية الأبعاد بالسلسلة - بسبب قيود المعدات بمنصة نينتندو 64. وبوجود وحدة معالجة مركزية أسرع وقدرات رسومية وذاكرة محسنتين لمنصة وي، أصبح مياموتو وبقية فريق التطوير قادرين على بعث هذه الفكرة من جديد، إذ تمكنت المعدات من إظهار ما يكفي من الأعداء بسلاسة على الشاشة معًا، ومكنت الكاميرا من التكيف على حركة اللاعبين، إذ تأكد عليهم موقف شخصياتهم باستمرار. قال مياموتو أن الأميرة بيتش لم تكن شخصية قابلة للعب بسبب فستانها، إذ أن جعل تنورتها تتحرك بواقعية تتطلب برمجة مخصصة ومعقدة.
أراد مياموتو أن تكون اللعبة متاحة لكل اللاعبين، وبالتالي حاول موازنة صعوبتها عبر تقديم الميزات لمعجبي سوبر ماريو العارضين والمتشددين. بعد إصدار نيو سوبر ماريو برذرز لمنصة نينتندو دي أس، والتي شعر مياموتو أنها لم تكن بالصعوبة الكافية لاحقًا، إذ أنه أراد صنع لعبة سوبر ماريو جديدة توفر مستوى أعلى من التحدي للاعبين الذين يرغبون بذلك. في نفس الوقت، توفر ميزة الدليل الخارق للاعب مشاهدة إنهاء مستوى قبل المحاولة مجددًا بعد الإخفاق عدد من المرات، وقد أُدرج الدليل في اللعبة كي يجعل اللعبة قابلة للعب من اللاعبين غير الآلفين لماريو كذلك. قرر فريق التطوير لإدراج الميزة كي تكون اختيار يظهر في مستوى بعد الإخفاق عدد معين من المرات لمنع إعاقة التجربة للاعبين الأكثر خبرة. ولمزيد من المحفزات للاعبين المتقدمين، قد أضاف الفريق إنجازات يمكن كسبها بإتمام اللعبة دون ظهور المربع الأخضر في أي مستوى. اِبتُكرت قدرة اللاعبين على حبس أنفسهم بفقاعة والتحرر من تجاوز المستوى كي يتمكن اللاعبون المبتدئون والخبراء من اللعب دون التداخل مع بعضهم البعض. أمل مياموتو أيضًا أن تتحول اللعبة لعبة أساسية لمنصة وي وتحقق مستويات من النجاح مشابهة لما حققته سوبر ماريو برذرز.
عمل على تطوير اللعبة مطورون عدة، بعضهم كان عنده فهم متفاوت لمبادئ تصميم ألعاب سوبر ماريو. ساعد مياموتو - الذي عمل منتجًا للعبة - المخرجين بكتابة فهم عام للقواعد الأساسية لتصميم اللعبة، وكتابة الوثائق المفصلة التي تشرح «كيف» تعمل اللعبة. أدى هذا إلى نقاشات وقرارات عُدَّت «طبيعية» و«غير طبيعية» للعبة من ماريو؛ على سبيل المثال، بحلول قدرة الزهرة الجليدية التي تجمد الأعداء، قرر المطورون أنه من المنطقي أن تذوب كتل الجليد عند ضربها بالكرات النارية، وأن تطفو على السطح إن غُمرت بالماء.
لحن موسيقى اللعبة ورتبها شيهو فوجي وريو ناغاماتسو، بعمل إضافي قام به مخرج الصوت كنتا ناغاتا. كان العامل على السلسلة كوجي كوندو مستشارًا للصوت ولم يلحن أي أعمال جديدة، ولكن أُعيد ترتيب بعض أعماله لهذه اللعبة. عاد تشارلز مارتنيه لتمثيل الأداء الصوتي لماريو ولويجي، بالإضافة إلى سامانثا كيلي ودور شخصيتي تود وشخصية الأميرة بيتش، وكيني جيمس ودوره باوزر، وكايتي ساغويان ودورها باوزر الابن (جونيور).

## الإصدار
في 30 مايو 2009، أعلنت النسخة الشبكية من الصحيفة اليابانية صحيفة اقتصاد اليابان عن إصدار لعبتين لاحقتين لمنصة وي: أولهما لعبة لاحقة لوي فت بعنوان وي فت بلس، ولعبة لاحقة لنيو سوبر ماريو برذرز بعنوان مؤقت نيو سوبر ماريو برذرز وي. أُعلن عن اللعبة سالفة الذكر في معرض الترفيه الإلكتروني 2009 وبتفاصيل أكثر في غيمز كوم. لإبراز تفرد اللعبة، أصدرت نينتندو اللعبة في حقيبة حمراء بدلاً من الصندوق الأبيض التقليدي الذي يحتوي ألعاب وي عادةً. أتى إعلان اللعبة بعد ركود تام في مبيعات وي، والذي أدى إلى انخفاض بنسبة 52% في أرباح نينتندو في النصف الأول من عام 2009. أملت نينتندو أن اللعبة ستساعد في زيادة المبيعات للوي في موسم الأعياد القادم. في حدث إحاطة تجزئة ياباني قبل إصدارها، عبر مياموتو عن إيمانه بأن اللعبة ستستبقي مبيعات قوية تمتد حتى بعد سنتها الأولى في السوق.
أُصدرت اللعبة في أستراليا في 12 نوفمبر 2009، وفي أمريكا الشمالية في 15 نوفمبر من نفس العام. أُصدرت لاحقًا في أوروبا واليابان في 20 نوفمبر و3 ديسمبر على التوالي. في 29 أكتوبر 2010، أُصدرت اللعبة برفقة جهاز وي أحمر، مع لعبة وي سبورتس وتحميل مدمج للعبة دونكي كونغ، والتي أُصدرت احتفالاً بالذكرى الخامسة والعشرين من سوبر ماريو برذرز. وأصبحت جزءًا من حزمة مصدرة بجهاز وي أسود مع قرص موسيقى تصويرية من لعبة سوبر ماريو غالاكسي في 23 أكتوبر 2011.
في معرض الترفيه الإلكتروني 2011، ظهرت نسخة مشابهة من نيو سوبر ماريو برذرز وي باسم نيو سوبر ماريو برذرز مي بصيغة نسخة تجريبية قابلة للعب على منصة نينتدو الجديدة حينئذٍ وي يو، والذين يسمح للاعبين باللعب بشخصيات مي الخاصة بهم. لقد كان نموذجًا مصممًا لعرض تقنية النظام. أُصدرت نسخة محسنة من اللعبة في الصين لمنصة إنفيديا شيلد تي في في 5 ديسمبر 2017، بالإضافة إلى عدة نسخ لألعاب أخرى مثل ذا ليجند أوف زيلدا: توايلايت برينسس لمنصة نينتندو غيم كيوب. تتميز هذه النسخة المحدثة من اللعبة برسوميات عالية الدقة بصيغة 1080 بكسل وواجهة معاد تصميمها.

### دعوى القرصنة
في نوفمبر 2009، اشترى الشاب الأسترالي جيمس بيرت ذو الأربعة والعشرين عامًا نسخة من نيو سوبر ماريو برذرز وي قبل عدة أيام من صدورها، إذ أنها المتجر قد عرضها للبيع خطأً قبل موعدها، وقد مزقها ورفعها على الإنترنت. حذفت نينتندو اللعبة ورفعت دعوى ضد بيرت بعدئذٍ، واتهمته بخرق قوانين حقوق النشر وحرمان نينتندو من مبيعات محتملة. حُسمت القضية في يناير 2010، إذ غُرِّم بيرت بمبلغ 1.3 مليار دولار أسترالي تعويضًا عن المبيعات الضائعة، بالإضافة إلى غرامة إضافية بمبلغ 100 ألف دولار أسترالي جزءًا من غرامة نينتندو القانونية. أُجبر بيرت أيضًا على كشف أماكن كل حواسيبه وأجهزته الإلكترونية التخزينية، بالإضافة إلى وصولهم إلى بريده الإلكتروني وشبكاته الاجتماعية وحساباته على المواقع. لقبت مديرة نينتندو أستراليا روز لابين الحادثة بأنها «معضلة عالمية»، لافتة النظر إلى آلاف النسخ من اللعبة التي نُزِّلت في جميع أنحاء العالم قبل حذفها. علق بيرت لاحقًا على الحادثة، ووصف أفعاله «بشديدة الغباء» مؤكدًا أن تداعيات الجريمة سيضطر للتعامل معها لبقية حياته.

## الاستقبال

### ما قبل الإصدار
قُوبلت اللعبة بالمديح على ميزات اللعب الجماعي بها عقب عرضها في معرض الترفيه الإلكتروني، إذ أشاد بها النقاد لنواحيها التنافسية وكذلك نواحيها التعاونية، ولكن اِنتُقدت اللعبة لنقص اللعب عبر الشبكة إذ وصفوها بفرصة ضائعة. قارب الكثيرون اللعبة بلعبة ذا ليجند أوف زيلدا: فور سوردز أدفنشرز، والتي أخذت نظام لعب سلسلتها الخاص ومزجته باللعب الجماعي التعاوني. أشاد تشاد كونسلمو محرر دستركتويد بمستويات اللعبة «المبتكرة والباعثة على القهقهة» وتحكمها المحكم مقارنة بلعبة نيو سوبر ماريو برذرز، ولقب نظام اللعب الجماعي «بالفريد والمُدمَن والمرفه الجيد» ومنحها 9.5 نقطة بناءً على انطباعاته الأولية. لقَّب أندرو يون محرر إنغادجيت اللعبة «بقابلة للعب ومُدمَنة وطازجة»، ومدح نظام كاميرا اللعبة الذي يمكنه التصغير تلقائيًا لإظهار اللاعبين المختفين من الشاشة. أشاد محرر آرس تكنيكا بأن اللعبة «داهية ممتعة» رغم ملاحظته لبساطة رسومات اللعبة. لقبت صوفيا تونغ محررة غيم سبوت ميزة اللعب الجماعي الجديدة «بلعب منفجر ومشاهدة مضحكة». لقَّب أولي ولش محرر يورو غيمر اللعب الجماعي «بضرب من العبقرية». أشاد كريس كوهلر محرر وايرد الصعوبة خلف نمط اللعب الجماعي.
كان تقديم اللعبة نقطة إشادة أخرى لبعض النقاد. ادعى جيف بالاكار محرر سي نت أن رؤية لعبة سوبر ماريو بجودة 480 بكسل هو «تجربة تفتح أعيننا»، وأشاد بالانتباه للتفاصيل في العوالم. أشاد كريغ هاريس محرر آي جي إن أيضًا رسومات الشاشة العريضة، لافتًا النظر إلى أن اللعبة بدت سلسة في نمط الشاشة العريضة التقدمي رغم أن الإصدار الذي يُعرض من اللعبة ليس كاملاً، في حين أن مات كاساماسينا قال أنها بدت «هشة ونظيفة وملونة».
كان بعض المراجعين منتقدين بعض الشيء لنظام اللعب الجماعي. بالرغم من أن مراجعي سي نت الثلاث قد استمتعوا باللعبة، إلا أن بالاكار قد أمعن التفكير في نظام اللعب الجماعي فكان بالنسبة له مُحبِطًا بين الحين والآخر بسبب الفوضى ومساحة الشاشة الضيقة. بينما أشاد دان أكرمان محرر سي نت بمتعة اللعبة الإجمالية، لافتًا النظر إلى تشابهها الكبير لسابقاتها ذات التمرير الجانبي، إذ أمعن التفكير فيها فشعر بأنها «مزروعة قطعًا في المنطقة الثنائية الأبعاد». علَّق كاتب إم تي في روس فروشتيك على صعوبة اللعبة، وقارنها بلعبة نينتندو إنترتينمنت سيستم كونترا.

### ما بعد الإصدار
| استقبال |                                                                      |
| --- | -------------------------------------------------------------------- |
| مجموع النقاط المجموع نقاط ميتاكريتيك 87/100 [ 75 ] نتائج المراجعة نشرة نقاط 1أب.كوم أ+ [ 76 ] دستركتويد 9/10 [ 77 ] إدج 7/10 [ 78 ] يورو غيمر 9/10 [ 14 ] فاميتسو 40/40 [ 79 ] غيم إنفورمر 9.25/10 [ 80 ] غيم سبوت 8.5/10 [ 81 ] غيم سباي [ 82 ] غيمز رادار [ 83 ] غيم تريلرز 8.9/10 [ 84 ] آي جي إن (الولايات المتحدة) 8.9/10 [ 9 ] (المملكة المتحدة) 9.4/10 [ 16 ] (أستراليا) 9.2/10 [ 11 ] نينتندو لايف [ 85 ] نينتندو باور 9/10 [ 86 ] نينتندو ورلد ريبورت 9.5/10 [ 87 ] مجلة نينتندو الرسمية 96% [ 88 ] [ 89 ] فيديو غيمر.كوم 8/10 [ 90 ] إكس-بلاي [ 91 ] إيه. في. كلوب ج+ [ 92 ] |                                                                      |
| مجموع النقاط |                                                                      |
| المجموع | نقاط                                                                 |
| ميتاكريتيك | 87/100                                                               |
| نتائج المراجعة |                                                                      |
| نشرة | نقاط                                                                 |
| 1أب.كوم | أ+                                                                   |
| دستركتويد | 9/10                                                                 |
| إدج | 7/10                                                                 |
| يورو غيمر | 9/10                                                                 |
| فاميتسو | 40/40                                                                |
| غيم إنفورمر | 9.25/10                                                              |
| غيم سبوت | 8.5/10                                                               |
| غيم سباي | [ 82 ]                                                               |
| غيمز رادار | [ 83 ]                                                               |
| غيم تريلرز | 8.9/10                                                               |
| آي جي إن | (الولايات المتحدة) 8.9/10 (المملكة المتحدة) 9.4/10 (أستراليا) 9.2/10 |
| نينتندو لايف | [ 85 ]                                                               |
| نينتندو باور | 9/10                                                                 |
| نينتندو ورلد ريبورت | 9.5/10                                                               |
| مجلة نينتندو الرسمية | 96%                                                                  |
| فيديو غيمر.كوم | 8/10                                                                 |
| إكس-بلاي | [ 91 ]                                                               |
| إيه. في. كلوب | ج+                                                                   |

تلقت اللعبة مراجعات إيجابية. لقبتها مجلة الألعاب اليابانية فاميتسو بلقب «تحفة فنية من الأكشن ثنائي الأبعاد» ومنحتها العلامة الكاملة 40/40، مما يجعلها اللعبة الثالثة عشر ورابع لعبة وي تظفر بهذه الدرجة في تاريخ المجلة الذي يناهز 23 عامًا. أشادت كوتاكو باللعبة، وادعت أنها سببًا لشراء جهاز وي. عدَّ جيرمي باريش محرر 1أب.كوم اللعبة الخليفة الروحية الحقيقية للعبة سوبر ماريو ورلد التي من إنتاج عام 1991.
استمر النقاد بالإشادة بميزات نظام اللعبة الجماعي، إذ أن بعضهم انتقاه أقوى المزايا وذي شأن. لقَّب باتريك كولان محرر آي جي إن أستراليا اللعبة بأنها أطرف تجربة رباعية بعد سوبر سماش برذرز براول، وقد صرح أنها تخطت توقعاتهم الأولية برغم شكوكهم القوية. رثى مات ويلز محرر آي جي إن المملكة المتحدة اللعبة لتجربتها الفردية والجماعية في آن واحد، ولكنه صرح أنها كانت في أوج حلاوتها حينما يلعبها عدة أشخاص. وصف نك تشستر محرر دستركتويد النمط التعاوني بالممتع برغم خيبات الأمل العرضية، وصرح أن اللاعبين سيحظون بمزيد من المتعة إن لعبوا مع أصدقاء آخرين. وصف راندولف رمزي محرر غيم سبوت اللعب الجماعي «بمتعة كبرى في البداية»، ولكنه أيضًا اعترف أنه قد وجده مضجرًا أحيانًا بسبب الفوضى الكلية التي أدت إليه. أشاد كريغ هاريس محرر آي جي إن الأمريكي بنظام الفقاعات، ووصفه بأنه خيار تصميم ذكي؛ مع ذلك، فقد انتقد فقدان اللعبة لأي ميزات لعب جماعي على الإنترنت، مبرزًا تلك نقطة استياء محددة. رأى كولان أيضًا أن هذا نقص، وانتقد فقدان ميزات قائمة المتصدرين على الإنترنت لأنماط اللعب الجماعي التنافسية. وبالعكس، فإن ويلز لم يرى أن هذا الإغفال معضلة كبيرة، إذ يجادل بأن الاجتماع كان جانبًا أساسيًا جعل اللعب الجماعي ممتعًا وأنه من الحكمة عدم احتوائه على تلك الميزة لأن خدمة نينتندو على الإنترنت ضعيفة، ومع ذلك فقد لفت النظر إلى أن قائمة المتصدرين كانت لتصبح إضافة بديعة. غيم سباي قد اصطحب اللعبة في فسحة بسبب فقدان اللعب على الإنترنت، مجادلاً بأن الوسط تجربة تنافسية أساسية في حين تطلبت اللعبة تجربة تعاونية لتصبح ممتعة تمامًا. كان بريت إلستون محرر غيمز رادار ناقدًا بشدة للعب الجماعي الرباعي، ووصفه بالمحبط وصرح أنه شعر بضيق بسبب تعدد الشخصيات وحجم الشاشة الصغير، في حين نصح أن اللعبة كانت لتصبح أفضل بلاعبين اثنين فقط.
أُشيد بنظام اللعب والتحكم لمشابهتهما بألعاب سوبر ماريو ثنائية الأبعاد القديمة؛ انتقى الكثيرون حمل جهاز تحكم وي بالجانب على أنها أفضل طريقة للعب اللعبة وأشادوا بها لتذكيرهم بتصميم جهاز التحكم المربع لمنصة نينتندو إنترتينمنت سيستم. رثى رمزي نقص اللعبة لدعم جهاز تحكم وي التقليدي بأنه مخيب للآمال. أما الآراء بشأن دمج اللعبة لتحكم الحركة فقد كان متباينًا. أشاد كولان به لأنه «سهل وبديهي وغير مزعج – أكثر الجوانب حسمًا في أي لعبة بتحكم الحركة»، في حين أن رمزي صرح بأنه دخيل أحيانًا على نظام اللعب العام. أما تشستر فقد أشاد بتحكم الحركة عمومًا لأنه طبيعي، ولكنه اتخذ الحاجة لتعليق الضغط على زر وهزه استثناءً إذ أن واجبه كان حمل الأشياء. صرح إلستون بأن تعامل اللعبة كان «في خطر» بسبب وثبة الدوران بتحكم الحركة، وقد صرح في مراجعته بأن الفريق قد فعَّلوها تكرارًا عن طريق الخطأ أثناء ما كانوا يحاولون لعب اللعبة.
انتقد بعض الكُتَّاب اللعبة بسبب شعورهم بالانسيابية من نظام اللعب لسابقاتها. بالرغم من أن هاريس قد أعطى 8.9 نقطة من أصل 10 وعدَّها تجربة كلية ممتعة، إلا أنه كان ناقدًا لها «باللعب الآمن»، وقارنها بلعبة سوبر ماريو غالاكسي، إذ وصفها «بفرصة ضائعة» لنينتندو من حيث المحتوى. انتقدت مجلة إدج اللعبة - رغم منحها 7 نقاط من أصل 10 - لنقص سحر ماريو التقليدي والمستوى ذي الصعوبة الأقل. جادل إلستون أن اللعبة ينقصها إبداع الآخريات في السلسلة. وصف إيه. في. كلوب اللعبة «بأقل لعبة ماريو جوهرًا حتى الآن»، وصرح أنها تفتقر إلى الفكرة القوية وتُظهر تكرارًا ضمنيًا في ألعاب ماريو. وبالعكس، فقد جادلت نينتندو باور أن اللعبة تقوم مقام التتمة لأنه تحفظ ما عظَّم ألعاب ماريو في حين أضافت ميزات جديدة.
لفت كوربي ديلارد محرر نينتندو لايف الانتباه لتلميع رسوم اللعبة وسَلِس المشاهد، ولكنه صرح أنها لم تحظَ بنفس مستوى الروعة كإصدارات وي الأولى. قارن رمزي أيضًا رسومات اللعبة بألعاب أخرى طورتها نينتندو، وصرح أنها تفتقر إلى مستوى التلميع التي لدى لعبة سوبر ماريو غالاكسي المصدرة سابقًا بالرغم من الاستفادة من مصفوفة ساطعة ومتنوعة من الألوان. أشاد كولان بموسيقى اللعبة ووصفها بالأفضل في السلسلة، ومجَّد من تصميم صوت اللعبة لاستعانتهم بمدخلات سوبر ماريو السابقة. وسلط إلستون الثناء أيضًا على موسيقى اللعبة التصويرية، بالإضافة إلى تفاعل الأعداء مع الموسيقى الداخلية للعبة.
تلقت اللعبة جائزة أفضل لعبة وي في حفل جوائز سبايك لألعاب الفيديو 2009. ومنحها موقع آي جي إن جائزة أفضل لعبة في العام لوي في 2009. منح موقع غيم تريلرز اللعبة جائزة أفضل لعبة وي لعام 2009. وقد تلقت أيضًا جائزة أفضل لعبة عائلية لذلك العام في حفل جوائز ألعاب ياهو 2009، وأفضل لعبة وي للعام في حفل جوائز نينتندو باور لعام 2009. أعطى موقع غيمز رادار اللعبة المركز الثالث عشر في أفضل ألعاب وي في 2016. وضعها موقع آي جي إن بالمركز الثامن في قائمته لأفضل 25 لعبة لمنصة وي في 2012، ووضعها كذلك بالمركز الثالث بعد المئة على قائمته بأفضل 125 لعبة نينتندو في التاريخ بعام 2014. وضعتها بوليغون في المركز العاشر من ترتيبيه لألعاب سوبر ماريو، وصرح أن اللعب الفردي من اللعبة كان «أجرة عيارية من ماريو» في حين انتقى تجربة اللعب الجماعي ووصفها بأنها لا تصدق.

### المبيعات
كانت اللعبة نحاجًا تجاريًا، إذ بِيع منها 936,734 وحدة خلال 4 أيام من إصدارها في اليابان، وهو أكبر ظهور للعبة وي في المنطقة؛ وزادت مبيعاتها إلى 1,401,558 في الأسبوع اللاحق. عند إصدار اللعبة، ارتفعت مبيعات منصة وي بنسبة 128%، بعد تباطؤ قريب في مبيعات المعدات للنظام. بِيع من اللعبة 3,002,753 وحدة في خلال سبعة أسابيع بعد إصدارها في اليابان، مما جعلها أسرع لعبة في تلك الدولة يُباع منها 3 ملايين نسخة. في أمريكا الشمالية، بِيع من اللعبة 1,390,000 وحدة في نوفمبر 2009، مما جعلها ثالث أكثر لعبة مبيعًا في الشهر وتأتي بعد نسخ إكس بوكس 360 وبلاي ستيشن 3 من لعبة كول أوف ديوتي: مودرن وورفير 2. في غضون 45 يوم، بِيع من اللعبة 4.2 ملايين نسخة في الولايات المتحدة، متخطية بذلك مبيعات لعبة سوبر ماريو غالاكسي التي تقدر بحوالي 4.1 ملايين نسخة. في ديسمبر 2009، بِيع من اللعبة 2.82 مليون وحدة. بنهاية 2009، بِيع من اللعبة 10.55 ملايين وحدة حول العالم، مما جعلها أسرع لعبة حصرية لمنصة مبيعًا في التاريخ، إذ بِيع منها 4.5 ملايين في الولايات المتحدة و3 ملايين في اليابان وما يقرب من 3 ملايين في أوروبا.
في سنتها الأولى من المبيعات، بِيع من اللعبة 4,001,276 وحدة في اليابان، مما جعلها أول لعبة وي تتخطى مبيعاتها 4 ملايين نسخة في تلك الدولة. في 19 نوفمبر 2014، أعلنت نينتندو أمريكا عبر تويتر أن مبيعات اللعبة قد تخطت 10 ملايين وحدة في الولايات المتحدة فقط. حتى 31 مارس 2021، قد بِيع من اللعبة 30.32 مليون نسخة حول العالم، مما جعلها رابع أكثر لعبة وي مبيعًا وكذلك ثاني أكثر لعبة ماريو مبيعًا على جهاز وي (بعد ماريو كارت وي).

## اللعبة اللاحقة
في 2012، أُصدرت لعبة لاحقة للعبة نيو سوبر ماريو برذرز وي لمنصة وي يو، بعنوان نيو سوبر ماريو برذرز يو.

### نيو سوبر ماريو برذرز وي كوين ورلد
الأخوان سوبر ماريو الجديد على الوي عالم العملات (باليابانية: New スーパーマリオブラザーズ Wii コインワールド، بالروماجي: نيو سوبا ماريو بورازازو وي كوين واردو) هي لعبة صندوق ألعاب صدرت في اليابان حصريًا عام 2011 من تطوير كابكوم. يتميز نظام اللعب باللعب الجماعي كنظيرتها على المنصات المنزلية، ومبنية بشكل أساسي على آلية آلات الحظ. تتميز اللعبة بتشكيلة من عناصر «الأحداث»، كل منها مستند إلى نظام لعب من نيو سوبر ماريو برذرز وي. يمنح الفوز بعدة أحداث وعلى آلة الحظ اللاعبين فرصًا لجمع المفاتيح. بمجرد جمع خمسة مفاتيح، يدخل اللاعب في حدث مع باوزر للفوز بالكنز.

## وصلات خارجية
- نيو سوبر ماريو برذرز وي على موقع IMDb (الإنجليزية)

- الموقع الرسمي
- الموقع الرسمي الأوروبي
- معلومات عن اللعبة على Nintendo.com